# Nepokretna kulturna baština
 Nepokretna kulturna baština fizička je opipljiva ili "materijalna kulturna baština". Uključuje građevine i povijesne lokalitete, spomenike dr. što se smatra vrijednim očuvanja za budućnost. U to su uključeni predmeti značajni za arheologiju, arhitekturu, znanost ili tehnologiju specifične kulture. U naravi je nekretnina.
Nepokretno kulturno dobro može biti:
- pojedinačno
- kulturno-povijesna cjelina
- kulturni krajolik

## Pojedinačna kulturna dobra

### Tematske cjeline kulturnih dobara

#### Stari gradovi (burgovi) i utvrde
Stari gradovi (burgovi), utvrde, kašteli....specifična su spomenička vrsta rasprostranjena po čitavom teritoriju Hrvatske. Kada je nekoliko stotina objekata ove vrste graditeljske baštine gdje rjeđe, gdje gušće raspoređeno na teritoriju kao što je Hrvatska onda se može reći da je to vrsta baštine velike zastupljenosti. Razlog takve gustoće je strateški položaj Hrvatske kroz povijest. 
Počinju se graditi u 13. stoljeću za vrijeme provale Mongola i uz određene promjene grade se i koriste sve do 18. stoljeća kada prestaje opasnost od Turaka. Promjene nastaju u 15. stoljeću pojavom vatrenog oružja ali i razvitka tehnike. Različitih su veličina, od čitavih kompleksa s palasom, gospodarskim zgradama, dvorištima, branič kulama i bedemima.... do pojedinačnih obrambenih kula. Nastali su na strateškim položajima, kao što su planinski prijevoji, ali i položaji uz vodotoke i važnije prometnice. Postoji i nekoliko burgova u ravnici koji se dodatno štite vodenim opkopima (tzv. waserburg).
U najvećem broju građeni su od kamena. To je i razlog njihove očuvanosti do naših dana. Nakon napuštanja, prepušteni su destruktivnom djelovanju prirode i čovjeka a opiru se jedino postojanošću kamena i čvrstini gradnje. Njihova stoljetna ruševnost poprimila je romantičarsku dimenziju koja je određuje kao posebnu spomeničku vrstu integriranu u krajolik. Kroz čitavo 20. stoljeće konzervatori vode brigu o ovoj vrsti baštine kroz izučavanje, dokumentiranje pa i samu fizičku zaštitu. Sve je to nedostatno za zaštitu tako brojne baštine. Otežana pristupačnost te pomanjkanje gospodarskog interesa za ulaganjem u ovu vrstu spomeničke baštine bile su negativne činjenice za njihovu bolju zaštitu. Ni to ne mora biti tako. Nekada su potrebni mali zahvati da bi se zaustavilo daljnje propadanje kao što je npr. sječa drveća koja često raste iz temelja ziđa čije ga žile rastaču. 
Da bi se ova vrsta kulturne baštine, njezino stanje i problematika zaštite približila javnosti u Ministarstvu kulture, Upravi za zaštitu kulturne baštine radi se na prikupljanju i aktualizaciji građe o njoj, koja se planira objaviti.

#### Dvorci i kurije
Ministarstvo kulture kao trajnu odrednicu svog djelovanja ima zaštitu kulturnih dobara, pa samim time i dvoraca i kurija. Sustav mjera zaštite graditeljske baštine obuhvaća evidenciju i pravnu zaštitu, što podrazumijeva istraživanje i dokumentiranje, te provođenje mjera zaštite kulturnih dobara temeljenih na pozitivnim zakonskim propisima. Slijedom zakonskih odrednica za sve zahvate na kulturnim dobrima Ministarstvo kulture, Uprava za zaštitu kulturnih dobara utvrđuje posebne uvjete građenja i izdaje prethodna odobrenja za radove na kulturnim dobrima. Sustavna zaštita provodi se i Programom zaštite i očuvanja kulturnih dobara kojim se osigurava financiranje radova na zaštićenim kulturnim dobrima.
Dvorci i kurije sjeverne Hrvatske istraživani su i dokumentirani u nekoliko navrata, što je pridonijelo utvrđivanju njihove brojnosti, rasprostranjenosti i pojedinačne vrijednosti. Kao rezultat provedenih istraživanja, 1970. godine u Republičkom zavodu za zaštitu spomenika kulture objavljen je elaborat Dvorci i kurije sjeverne Hrvatske kojim su obuhvaćeni svi zaštićeni dvorci i kurije na području sjeverne Hrvatske. 
Elaboratom je predočena složena problematika zaštite kurija i dvoraca čiji nastanak i postojanje u prostoru dokumentira povijesna zbivanja te društveno ekonomske odnose razdoblja u kojem su nastali. Istražen je razvoj i tipologija dvoraca i kurija te je analizom njihove vrijednosti utvrđeno spomeničko značenje. Utvrđeno je stanje sačuvanosti svakog pojedinog objekta, istraženi uzroci propadanja, te predložena adekvatna namjena koja bi omogućila gospodarsko korištenje uz maksimalno očuvanje njihovih spomeničkih obilježja. Analizirani su rezultati provedenih mjera zaštite te iznesene načelne smjernice za njihovu efikasniju zaštitu. 
Pojavu dvoraca i kurija na prostorima kontinentalne Hrvatske možemo pratiti već od konca XVI. st., dok je većina objekata nastala u vremenskom razdoblju od XVII. do XIX. stoljeća.
Dvorac označava ladanjsko prebivalište bogatije arhitektonske koncepcije u kojem su imućni posjednici povremeno boravili zbog odmora, nadzora imanja i prikupljanja prihoda. Uz dvorac kao središte posjeda obično su vezane gospodarske zgrade, vrtovi i parkovi.
Kurije su arhitektonski skromnije građevine koje su služile kao trajno obitavalište nižeg plemstva, često građene kamenom, opekom ili drvom.
Najveća gustoća kurija i dvoraca uočena na području Hrvatskog zagorja, posljedica je ekonomskih kretanja tijekom XIX st. kada dolazi do osiromašenja feudalaca, parcelacije imanja i izgradnje novih objekata. Na području Slavonije gustoća dvoraca je znatno manja, a veleposjedi su često bili u rukama stranog plemstva, dok se izrazita deficitarnost te vrste graditeljstva može zapaziti na području nekadašnje Vojne krajine.
Nestajanje i propadanje dvoraca započelo je u XIX. st. i traje sve do danas. Društveno ekonomski momenti uzročnici su prve krize u egzistenciji dvoraca, jer vlasnici nisu imali dovoljno sredstava za održavanje, a novi vlasnici bili su zainteresirani uglavnom za financijsku dobit koju će crpsti iz objekata i imanja. Proces devastiranja osobito je bio izražen za vrijeme i nakon Drugog svjetskog rata kada su brojni objekti bili uništeni ili ostali bez vlasnika, te vrlo često dobivali neprimjerene sadržaje koje su se često mijenjali.
Kompleksna problematika koju kurije i dvorci kao značajna vrsta spomenika naše nacionalne povijesti i kulture nameću društvu i službi zaštite po pitanju njihovog održavanja i obnove, a posebno nedostatak izvora financiranja te gospodarsko isplativih suvremenih namjena, nisu do danas kvalitetno riješeni.
Uprava za zaštitu kulturnih dobara   Ministarstva kulture radi na aktualizaciji podataka iz elaborata Dvorci i kurije sjeverne Hrvatske koje namjerava publicirati,  kako bi s tim segmentom kulturne baštine, kao i problematikom njene zaštite i obnove,  bila upoznata šira javnost.

#### Tradicijsko graditeljstvo
Istraživanje, dokumentiranje i zaštita tradicijske graditeljske baštine te ostale narodne kulture i stvaralaštva, kao izvora za društvenu, ekonomsku, kulturnu i političku povijest našega naroda,  jedan je od glavnih zadataka i dužnosti koju zajednica nalaže službi zaštite. Zadatak je u toliko važniji što se niti u jednoj grani kulturnih dobara ne događaju tako značajni i preokretni momenti,  odlučujući za njihovo postojanje. 
Prva sistematska etnološka istraživanja (evidencija i inventarizacija pokretne i nepokretne etnografske građe) provode se od 1971./72., a prema metodu rada na terenu, kojega su izradili stručnjaci – konzervatori. Kroz Program “Istraživanje i utvrđivanje stanja etnoloških spomenika u cilju prikupljanja dokumentacije i proučavanja mogućnosti zaštite na području Republike Hrvatske” provedena su mnogobrojna istraživanja do danas u Upravi za zaštitu kulturne baštine u suradnji s Konzervatorskim odjelima i područnim muzejima.
Etnološka istraživanja sastoje se od nekoliko faza rada:
Istraživanje na terenu - sastoji se od čitavog niza složenih radnji u cilju prikupljanja što potpunijih informacija i podataka o pokretnoj i nepokretnoj etnološkoj građi; podaci o naseljima, njihovu razvoju i oblicima graditeljstva. Odabiru se karakteristični primjeri narodnog graditeljstva, prikupljaju podaci o njima s obzirom na konstruktivno funkcionalne elemente, datiranje i utvrđivanje stanja sačuvanosti objekta – od njegove izvornosti do izvršenih adaptacija i prenamjena, određivanja stanja oštećenosti, odnosno ugroženosti kao faktora za poduzimanje odgovarajućih mjera zaštite. Analogno tome vrše se ispitivanja o pokretnoj etnološkoj građi kao i o duhovnoj, nematerijalnoj kulturnoj baštini. Pisana, arhitektonska i fotografska dokumentacija nakon istraživanja obrađuje se u sljedećoj fazi. 
Završna faza - je najkompleksnija u ovom sistematskom radu, a podrazumijeva stručnu obradu prikupljenog dokumentacijskog materijala u obliku elaborata. Elaborati sa stručno obrađenom etnološkom građom za pojedine općine ili djelomično istraživane općine, podloga su za određivanje kulturno-povijesne vrijednosti naselja,  dijelova naselja i pojedinačnih objekata tradicijskog graditeljstva. Za njih se određuju mjere zaštite i prijedlozi za upis u Registar kulturnih dobara Republike Hrvatske. Provodeći mjere i principe zaštite Uprava za zaštitu kulturne baštine i konzervatorski odjeli nastoje nepokretnu i pokretnu etnološku kulturnu baštinu sačuvati i održati u njihovim autohtonim sredinama. 
Pohrana dokumentacije - etnološka fotografska i tehnička (arhitektonske skice) dokumentacija pohranjuju se u arhivu Ministarstva kulture. Negativi i fotografije pohranjuju se u fototeku uz obavezno upisivanje u inventarnu knjigu. Arhitektonske skice izrađene na paus papiru mikrofilmirane te upisane u Kartice za tehničku dokumentaciju kulturnih dobara. 
Korisnici dokumentacije - Korisnici dokumentacije su razne institucije: obrazovne institucije (škole, fakulteti), novinske, radio i TV informativne organizacije, strukovne organizacije u zemlji (muzejsko - konzervatorska udruženja), nevladine organizacije, turističke organizacije, društva i savezi, izdavačka djelatnost – za publiciranje kulturne baštine u segmentima i cjelinama, institucije za prostorno planiranje, INDOK centri i individualni korisnici.

## Kulturno - povijesne cjeline

### Katalogizacija povijesnih naselja
Tijekom osamdesetih godina struktura baze podataka za nepokretna kulturna dobra proširuje se na elemente neophodne u valorizaciji integralnih kulturno povijesnih i prirodnih vrijednosti prostora. Zbog prioritetnih stručnih obveza zadatak se realizira različitim intenzitetom, pretežno uz izradu konzervatorsko-urbanističkih studija.
U tijeku 90-ih posao se veže uz prioritetne nacionalne programe (poslijeratna obnova, Nacionalni program hrvatskih otoka, važniji razvojni programi i dr.). Od 1991. rad planiran kao temeljni zadatak u strategiji obnove, usmjerava se na ratom zahvaćena područja općina, ruralna i urbana naselja te obradu značajnijih spomenika kulture. Kataloški je obrađeno: 63 građevine (publicirano 1993. uz financijsku pomoć Hrvatske kreditne banke za obnovu), 16 urbanih cjelina diljem Hrvatske, 21 ruralnih cjelina stradalih u ratu na području Županije sisačko-moslavačke (publicirano u 1996. uz pomoć Županije) te 11 na području Istočne Slavonije (materijal publiciran 1998). Dovršen je prvi svezak povijesnih naselja na hrvatskim otocima (Županija-primorsko goranska) i Katalog područja ludbreške Podravine (publiciran u 1997. uz novčanu potporu sponzora u suradnji s Poglavarstvom grada Ludbrega).
Tijekom 2001. dovršena je obrada te tiskan Katalog naselja u sastavu parka prirode Lonjsko polje, a tijekom 2002. prikupljeni su podaci i započet je rad na kataloškoj obradi naselja Grada Ivanić-Grada (katalog je tiskan 2004.) i nepokretnih kulturnih dobara otoka Primorsko-goranske županije. U 2004. obrada otoka se nastavlja, a započeti su: rad na obradi područja grada Požege i pripreme na obradi općine Dvor. Godine 2005. obrađeni su otoci Istarske županije, a rad se nastavlja prema utvrđenoj metodologiji i prioritetu na obradi ostalih otočkih županija u suradnji s Odjelom za arheologiju.

### Zaštićene povijesne cjeline i dijelovi cjelina
Popis po županijama